# 安東連実
安東 連実（あんどう つらざね）は、戦国時代の武将。豊後国戸次氏の家臣。

## 略歴
藤姓安東氏は藤原氏の秀郷流の流れを汲むとされる、鎌倉時代以降に豊後を中心に九州北部に広がった一族。
戸次氏家老の安東家忠の長男として誕生。戸次鑑連・鎮連に仕える。鑑連の命により鑑連の養嗣子である鎮連附きとなる。数度の軍役に参加し、永禄10年（1567年）7月7日に 筑前国宝満山の戦いに従軍するが九峰で討死する。家督相続前の討死であり、連実の遺腹出生の子であった連直には討死の加恩が与えられた。